# جورج شلی
جورج شلی (انگلیسی: George Shelley؛ زادهٔ ۲۷ ژوئیهٔ ۱۹۹۳) یک موسیقی‌دان اهل بریتانیا است. وی از سال ۲۰۱۲ میلادی تاکنون مشغول فعالیت بوده‌است. شلی خواننده گروه بریتانیایی یونین جی است.